# 喬爾諾赫拉濟夫卡 (哈爾科夫州)
50°14′8″N 36°3′14″E / 50.23556°N 36.05389°E
喬爾諾赫拉濟夫卡（烏克蘭語：Чорноглазівка）是位於烏克蘭東部的村莊，由哈爾科夫州博霍杜希夫區的佐洛奇夫市鎮負責管轄。該村始建於1720年，面積1.02平方公里，海拔高度169米，2001年人口255，人口密度每平方公里251.2人。